# Team NIII 2nd Stage“第1人称”公演
GNZ48 Team NIII 2nd Stage「第1人稱」公演是GNZ48的剧场公演，此套公演同時也是GNZ48的首套原創公演，由Team NIII演繹。

## 概要
本场公演为GNZ48首台原创公演，是GNZ48數字系列公演的開山之作。与前一套公演不一样的是，Team NIII的成员们在本次新公演中尝试了多种舞蹈表演方式，挑战了不同的曲风。為將來的原創公演積累經驗。

## 公演曲目
1. overture (GNZ48 ver.)
2. Wake Me Up 
（作詞：Mayu Huang 黄枫宜　作曲：Funk Uchino　编曲：Funk Uchino）
3. 还有5秒到达 
（作詞：夏宁　作曲：Piggy　编曲：Piggy）
4. 梦境冒险 
（作詞：Mayu Huang 黄枫宜　作曲：Masaya　编曲：Masaya）
5. 第1人称 
（作詞：Rinko　作曲：Piggy　编曲：Piggy）
6. 精灵 
（作詞：米伟　作曲：冷段　编曲：吴英仲）
7. 粉紅狙擊手（Pink Sniper）
（作詞：黄柯清　作曲：冷段　编曲：蔡晓恩）
8. 上下左右 
（作詞：易贝儿　作曲：高永滕　编曲：小冷）
9. 暴走少女 
（作詞：Rinko　作曲：Piggy　编曲：Piggy）
10. Mario My Love 
（作詞：熊胡杰　作曲：戴浪　编曲：吴英仲）
11. 少女革命 
（作詞：夏宁　作曲：Piggy　编曲：Piggy）
12. Never Land 
（作詞：祝怡　作曲：周路　编曲：周路）
13. We Can Try 
（作詞：丁亮　作曲：冷段　编曲：吴英仲）
14. Ba Ba Ba 
（作詞：凯扬　作曲：林倛玉　编曲：林倛玉）
15. 为了你 
（作詞：丁亮　作曲：冷段　编曲：张玮）
16. N3ver Give Up 
（作詞：Mayu Huang 黄枫宜　作曲：Masaya　编曲：Masaya）
17. 这样的我
（作词：林熠　作曲：林熠　作曲：楊俊）

## GNZ48 Team NIII 2nd Stage「第1人称」公演
- 公演期間：2017年3月24日－2018年7月1日[2][3]
- 出演成员
  - 常规16人演出：陳慧婧、陳楠茜、陳欣妤、馮嘉希、洪靜雯、劉力菲、劉倩倩、盧靜、孫馨、唐莉佳、冼燊楠、肖文鈴、熊心瑤、鄭丹妮、左嘉欣、左婧媛
  - 初日演出：陳慧婧、陳楠茜、陳欣妤、馮嘉希、洪靜雯、李伊虹、劉力菲、劉倩倩、盧靜、孫馨、唐莉佳、冼燊楠、肖文鈴、熊心瑤、鄭丹妮、左嘉欣、左婧媛
- 分組曲擔當
  - 精灵（洪靜雯、盧靜、肖文鈴、熊心瑤）
  - 粉紅狙擊手（劉倩倩、左嘉欣、左婧媛）
  - 上下左右（陳慧婧、陳欣妤、冼燊楠、鄭丹妮）
  - 暴走少女（陳楠茜、劉力菲、馮嘉希、孫馨）
  - Mario My Love（唐莉佳）

## CKG48 Team C 1st Stage「第1人称」公演
- 公演期間：2017年11月3日－2018年6月23日[4][5]
- 出演成员
  - 常规16人演出：柏欣妤、李恩銳、李姍姍、雷宇霄、李澤亞、毛譯晗、譙玉珍、冉蔚、田倩蘭、陶菀瑞、伍寒琪、王娛博、熊心瑤、曾佳、左欣、周源
  - 初日演出：柏欣妤、李恩銳、李姍姍、雷宇霄、李澤亞、孟玥、毛譯晗、譙玉珍、冉蔚、田倩蘭、陶菀瑞、伍寒琪、王夢竹、王娛博、熊心瑤、曾佳、左欣、周源
- 分組曲擔當
  - 精灵（柏欣妤、雷宇霄、冉蔚、左欣）
  - 粉紅狙擊手（李姍姍、毛譯晗、譙玉珍）
  - 上下左右（田倩蘭、陶菀瑞、熊心瑤、周源）
  - 暴走少女（李恩銳、李澤亞、王娛博、曾佳）
  - Mario My Love（伍寒琪）
- 其他：歌曲《N3ver Give Up》更名为《Never Give Up》

## SNH48年度金曲大賞各曲最高排名
| 歌曲          | 第3屆  | 第4屆  | 第5届     |
| ------------- | ------ | ------ | --------- |
| Wake Me Up    | 未發表 | 未入選 | 未入选    |
| 還有5秒到達   | 未發表 | 未入選 | 未入选    |
| 夢境冒險      | 未發表 | 未入選 | 未入选    |
| 第1人稱       | 未發表 | 未入選 | 未入选    |
| 精靈          | 未發表 | 未入選 | 未入选    |
| 粉紅狙擊手    | 未發表 | 未入選 | 未入选    |
| 上下左右      | 未發表 | 未入選 | 未入选    |
| 暴走少女      | 未發表 | 16     | 星辰组 22 |
| Mario My Love | 未發表 | 未入選 | 未入选    |
| 少女革命      | 未發表 | 未入選 | 未入选    |
| Never Land    | 未發表 | 未入選 | 未入选    |
| We Can Try    | 未發表 | 未入選 | 未入选    |
| Ba Ba Ba      | 未發表 | 未入選 | 未入选    |
| 為了你        | 未發表 | 未入選 | 未入选    |
| N3ver Give Up | 未發表 | 未入選 | 未入选    |
| 這樣的我      | 43     | 未入選 | 未入选    |

## 轶事
- 该公演曾于2018年6月30日成为SNH48 Group各套公演中由同一队伍表演场次最多的公演，惟该记录于2019年3月1日被《双面偶像》打破。

## 外部連結
- GNZ48 Team NIII官方网站的介绍（页面存档备份，存于）
- CKG48 Team C官方网站的介绍